# Oxtjärnen (Lekvattnets socken, Värmland)
Oxtjärnen är en sjö i Torsby kommun i Värmland och ingår i Göta älvs huvudavrinningsområde. Sjön har en area på 0,141 kvadratkilometer och ligger 388,4 meter över havet.

## Delavrinningsområde
Oxtjärnen ingår i det delavrinningsområde (666863-132911) som SMHI kallar för Utloppet av Bredsjön. Medelhöjden är 356 meter över havet och ytan är 38,91 kvadratkilometer. Det finns inga avrinningsområden uppströms utan avrinningsområdet är högsta punkten. Granån som avvattnar avrinningsområdet har biflödesordning 5, vilket innebär att vattnet flödar genom totalt 5 vattendrag innan det når havet efter 363 kilometer. Avrinningsområdet består mestadels av skog (78 procent) och sankmarker (13 procent). Avrinningsområdet har 0,49 kvadratkilometer vattenytor vilket ger det en sjöprocent på 1,3 procent.